# 卢莫
卢莫（法語：L'Houmeau，法語發音：[lumo]）是法国滨海夏朗德省的一个市镇，位于该省西北部，大西洋海滨，属于拉罗谢尔区。卢莫也是拉罗谢尔城市公共社区的一部分，拉罗谢尔公交10路经过境内。

## 地理
卢莫（46°11'35"N, 1°11'14"W）面积4.22 平方千米，位于法国新阿基坦大区滨海夏朗德省，该省份为法国西部滨海省份，北起旺代省，西临大西洋，南至吉倫特省，东南接多爾多涅省，东北接德塞夫勒省接壤，东临夏朗德省。
与卢莫接壤的市镇（或旧市镇、城区）包括：拉戈尔、滨海尼约勒、拉罗谢尔。

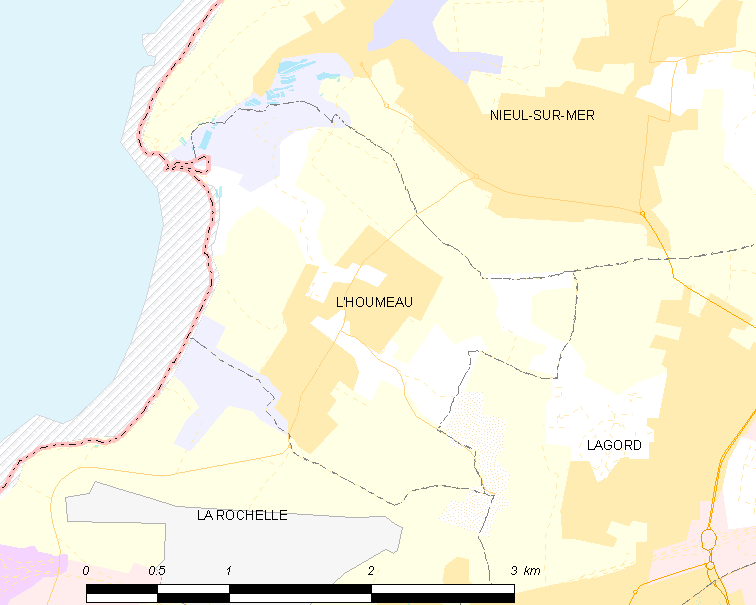
卢莫的OSM定位图

卢莫的时区为UTC+01:00、UTC+02:00（夏令时）。

## 行政
卢莫的邮政编码为17137，INSEE市镇编码为17190。

## 政治
卢莫所属的省级选区为拉戈尔县。

## 人口

1962-2008年间卢莫人口变化图示

卢莫于2022年1月1日时的人口数量为2953人。